# فرقة عكاشة أخوان
فرقه عكاشه أخوان أو زكي عكاشه وشركاه هي فرقة مسرحية مصرية تأسست سنة 1921 من طرف ثلاثة اخوة هم: عبد الله عكاشة - زكي عكاشة - عبد الحميد عكاشة، يعتبرون من رواد التمثيل المسرحي الحديث في مصر في بداية نهضته في بداية القرن العشرين. عملو جهد للنهوض بالمسرح المصري ونقل المسرحية المصريه من الشكل الغنائى لأشكال فنيه أخرى.
اهتم طلعت حرب بفرقة عكاشه أخوان فشكل منها فرقه تمثيليه باسم «شركة ترقية التمثيل العربي»، تعمل على مسرح حديقة الأزبكيه.
قدمت فرقة عكاشة في افتتاح المسرح 1921/1/1 رواية هدي تأليف عمر بك عارف وتلحين سيد درويش واخراج عبد العزيز خليل، وقدمت الفرقة في أبريل 1921 مسرحية الهاوية آخر مؤلفات الرائد المسرحي محمد تيمور.
وعرضت من الحان الفنان سيد درويش العشرة الطيبة والباروكة وهدي والدرة اليتيمة وعبد الرحمن الناصر، كما قدمت من الحان داوود حسني شمشون ودليلة وصباح وليلة كليوباترا والدموع واللؤلؤة وزبيدة وناهد شاه ومعروف الاسكافي وغانية الاندلس وفاتنة بغداد ولص بغداد.
وللموسيقار كامل الخلعي آه حرامي، طيف الخيال، الدنيا ومافيها، خاتم سليمان ولزكريا أحمد ثلاث مسرحيات هي علي بابا والاستاذ والحساب ومن أبرز كتاب فرقة عكاشة علي مسرح الازبكية عباس علام، مصطفي السيد توفيق الحكيم، أحمد زكي السيد، محمد عبد القدوس ومحمد فريد أبو حدي، ومن بين أعمال الاستاذ توفيق الحكيم لفرقة عكاشة العريس وخاتم سليمان قدمتا في عام 1924 وأوبريت علي بابا والمرأة الجديدة في عام1926، وهو ما يؤكد أن مثل هذه الفرق الخاصة كانت تحرص علي القيمة الفنية في مختلف عناصر العرض المسرحي بالإضافة لحرصها علي النجاح المادي وتغطية نفقاتها.

## من اعمالها
- علي بابا (مسرحية 1926)